# Psicologia positiva
A psicologia positiva é um movimento recente dentro da ciência psicológica que visa a fazer com que os psicólogos contemporâneos adotem "uma visão mais aberta e apreciativa dos potenciais, das motivações e das capacidades humanas" (Sheldon & King, 2001, p. 216), enfatizando mais a busca pela felicidade humana que o estudo das doenças mentais.

## História
Embora as pessoas venham discutindo a questão da felicidade humana pelo menos desde a Grécia Antiga, a psicologia tem sido criticada por seu direcionamento preponderantemente voltado às questões de doença mental, em vez da "sanidade" mental. Vários psicólogos humanistas, tais como Abraham Maslow, Carl Rogers, Erich Fromm e Carl Jung, desenvolveram teorias e práticas bem-sucedidas que envolvem a felicidade humana, a despeito da falta de evidência empírica sólida ao tempo em que desenvolveram seus trabalhos. Seus sucessores não deram sequência à obra, enfatizando a fenomenologia e histórias de casos individuais.
Recentemente, as teorias de desenvolvimento humano desenvolvidas pelos psicólogos humanistas encontraram suporte empírico em estudos feitos por psicólogos positivos e humanistas, especialmente na área da teoria autodeterminante.
Pesquisadores empíricos neste campo de estudo incluem Donald Clifton, Albert Bandura, Martin Seligman, Armindo Freitas-Magalhães, Ed Diener, Mihaly Csikszentmihalyi, C. R. Snyder, Christopher Peterson, Shelley Taylor, Barbara Fredrickson, Charles S. Carver, Michael F. Scheier e Jonathan Haidt.
Peterson e Seligman (2004) desenvolveram um sistema de classificação para os aspectos positivos, enfatizando as forças e o caráter denominado Values in Action (VIA) – Classification of Strengths and Virtues Manual (tradução livre: Valores em ação – Manual de classificação de forças e virtudes). Nesse manual as forças foram dividas em características emocionais, cognitivas, relacionais e cívicas e em seis grupos de virtudes: sabedoria, coragem, humanidade, justiça, temperamento e transcendência.
Alguns dos principais fatores correlacionados com felicidade estudados foram:
- Amigos íntimos e presentes (Myers, 2000);
- Fazer atividades voluntárias para desenvolvimento de si e de outros (Larson, 2000);
- Estabelecer uma relação familiar de apoio e estímulo ao desenvolvimento de habilidades (Winner, 2000);
- Relações saudáveis no ambiente de trabalho (Turner, Barling & Zacharatos, 2002).

A psicologia da saúde e outras ciências da saúde também tem demostrado já há algumas décadas o interesse de mudar o foco do processo saúde-doença para o bem estar e medidas preventivas ao invés de se focar na doença quando ela já está presente e remediar como a medicina tradicional.

## Pesquisas por tema

### Cultura
Eunkook M. Suh (Universidade da Califórnia) e Shigehiro Oishi (Universidade de Minnesota, agora na Universidade da Virgínia) examinaram as diferenças de felicidade em um nível internacional e as vistas de culturas diferentes sobre o que cria o bem-estar e felicidade. Um estudo com mais de 6 000 estudantes de 43 países para identificar a sua satisfação com a vida descobriu que os chineses a classificam como a mais baixa, 3,3, e os holandeses a consideram a mais elevada (5,4) em uma escala de 1 a 7. Quando foram perguntados quanto ao bem-estar subjetivo, os chineses classificaram-na como a mais baixa (4,5), e os brasileiros como a mais elevada (6,2) em uma escala de 1 a 7. O estudo teve três conclusões principais: (1) Pessoas que vivem em sociedades individualistas em vez de sociedades coletivistas são mais felizes, (2) Atributos psicológicos referenciando o indivíduo são mais relevantes para os ocidentais, (3) A autoavaliação de níveis de felicidade depende de estímulos e experiências diferentes de sua própria cultura.

### Personalidade
Uma personalidade emocionalmente equilibrada, em vez de uma neurótica, correlaciona-se bem com a felicidade. A estabilidade emocional protege a pessoa contra as emoções negativas e prevê uma inteligência social mais elevada. Isso ajuda a gestão de relacionamentos com outras pessoas, que é uma parte importante do ser feliz. O desenvolvimento de um temperamento extrovertido pode corresponder com a felicidade pela mesma razão: ele constrói relacionamentos e grupos de apoio. A maioria das teorias de personalidade disse que as pessoas têm algum controle sobre seus comportamentos e cognições no longo prazo. Alguns estudos genéticos indicam que são os genes para a personalidade, extroversão, neuroticismo e consciência fatores gerais que ligam todos os cinco traços que explicam a hereditariedade do bem-estar subjetivo. Uma pesquisa recente sugere que existe um "gene da felicidade": o 5-HTT.